# Patti Rothberg
Patti Rothberg (* 4. Mai 1972 in New York City) ist eine US-amerikanische Singer-Songwriterin und Malerin.

## Leben
Patti Rothberg wurde am 4. Mai 1972 in New York als Tochter eines Steueranwalts und einer Hausfrau geboren. Sie wuchs in Scarsdale in der Nähe ihrer Geburtsstadt auf. Mit drei Jahren fing sie an Klavier zu spielen. Ihr Instrument, mit dem sie ihre Empfindungen ausdrückte, wurde allerdings die Gitarre. Mit 14 trat sie der Rod-Stewart-Coverband in ihrer Highschool bei. Eigentlich hatte sie zu dieser Zeit eine intensive Siouxsie-and-the-Banshees-Phase. Eigene Lieder komponierte sie mit 15 Jahren. 1992, mit 20, ging sie nach Paris, um ein Kunststudium aufzunehmen. Sie beendete es an der Parsons School of Design in New York mit dem Abschluss „Illustration Major“ (verwandt mit Grafikdesign).
Sie hatte ein Zimmer im Studentenwohnheim, keinen Job und verdiente etwas Geld als Straßenmusikantin in den U-Bahn-Stationen, bevorzugt an der Manhattaner 14th Street auf dem Bahnsteig, der sich zwischen den Gleisen der Linien 1 und 9 befindet. Die Streetworkerin Alicia Gelernt sah sie an der Union Square Station sitzen und ihre selbstgeschriebenen Lieder vortragen. Nach den obligatorischen Fragen zum Befinden und dem Verdienst unterbreitete Gelernt der jungen Musikerin das ungewöhnliche Angebot, ihr zu Demoaufnahmen zu verhelfen. Rothberg willigte ein, da sie nichts zu verlieren hatte. Bei dem Homestudio-Betreiber Dave Greenberg wurden dann jene Lieder geformt, die kurze Zeit später den Vizepräsident von EMI überzeugten, ihr einen Vertrag anzubieten. Unterzeichnet wurde er im Februar 1995. Aufgrund des stimmigen Demo-Resultates sollte der mit der Künstlerin eng vertraute Hobby-Produzent auch die professionelle Produktion übernehmen.
Am 2. April 1996 erschien das Album Between the 1 and the 9 in den USA bei EMI Records, im September schließlich auch in Europa. Die meisten Lieder waren 1992 bis 1993 während ihres Studienjahres in Paris entstanden. Sie waren Inhalt ihrer Tagebuchaufzeichnungen gewesen. Rothberg hatte sämtliche Gitarren- und Bassparts eingespielt sowie für die Illustrierung – gemaltes Covermotiv und Bebilderung jedes Songs auf dem Album – gesorgt. Umfangreiche Werbemaßnahmen zeigten Wirkung, sodass von einem Erfolg gesprochen werden konnte. Die Single rotierte auf den Musikkanälen MTV und VH1 und erreichte die Position 71 in den US-Single-Charts. Vom Album wurden in den USA über 300.000 Einheiten abgesetzt, in Europa und Japan über 200.000. Rothberg tourte quasi nonstop den Rest des Jahres 1996, das ganze Jahr 1997 bis ins Jahr 1998 hinein. In den USA eröffnete sie Shows der Wallflowers, von Chris Isaak, Midnight Oil und Garbage. In Europa war sie im Februar 1997 mit den Black Crowes unterwegs. Zusammen mit No Doubt, Jewel, Tracy Chapman, Sheryl Crow und Shawn Colvin verkaufte sie unter dem Motto „Woman Who Rule the Yule“ im Dezember 1996 den Madison Square Garden innerhalb einer Stunde aus. Sie war ferner Gast in der Late Show von David Letterman, Jay Lenos The Tonight Show und bei Oprah Winfrey. Eine Coverversion von Kung Fu Fighting ist im Film Beverly Hills Ninja – Die Kampfwurst zu hören und ihr Lied Forgive Me wurde im Film Liebe und andere Abenteuer (The Misadventures of Margaret) verwendet.
Durch die Auflösung der EMI-Dependance verlor Rothberg ihren Majorlabel-Vertrag und damit deren Durchschlagskraft, um sich am Markt weiter behaupten zu können. Das zweite Album Candelabra Cadabra erschien fünf Jahre nach dem Debüt im Juli 2001 beim Independent-Label Cropduster zunächst nur als Download, erst wenige Wochen später als CD. Das in Bayonne, New Jersey, ansässige Label wurde von einem Musikerkollektiv betrieben, das ihre schrecklichen Erfahrungen im Musikgeschäft nicht noch einmal erleben wollte. Für das nächste Album Double Standards vom Mai 2008 hatte sie ihr eigenes Label Double on Tundra Records gegründet. Der Vertrieb wurde Megaforce Records (MRI) anvertraut. 2011 übernahm erstmals wieder Dave Greenberg die Produzentenaufgaben. Er arbeitete auch wieder die Liedstrukturen für das Overnight Sensation genannte Album mit aus und spielte diesmal auch einige Instrumente. Am 4. Oktober 2013 folgte die Single Black Widow und am 31. Oktober das gleichnamige Album (dazwischen der Album-Download). Ulterior Motives, Album Nummer 6, erschien im Januar 2016.

## Stil
Ihr Musikstil wird zumeist mit dem Begriff „Alternative“ in Verbindung gebracht. Von Alternative Rock sprach der US-amerikanische Brancheninformationsdienst Billboard; das deutsche Pendant MusikWoche von Alternative Pop. Zwischen Alternative Folk und Rock sei der Stil anzusiedeln, meinte Stereoplay. Ähnlich beurteilte dies der Kölner Stadt-Anzeiger, der von einer „Grauzone zwischen Folk und amerikanischem Rock“ schrieb. Im US-amerikanischen Rolling Stone ist von „folkigem Blues, klassischem Rock und wehmütigem Alternative“ die Rede. Die Internetplattform Allmusic verwendete die Begriffe Folk-Rock, Alternative-Rock und Blues. Die musikalische Offenheit späterer Werke führte dann auch zur anerkennenden Feststellung, Rothberg habe ihr Singer-Songwriter-Dasein mit Pop und Rock belebt.
Ihre Texte seien stellenweise denen von Alanis Morissette ähnlich, schrieb das Billboard Magazine. Die Textaussagen lägen zwischen den Selbstbeobachtungen einer Suzanne Vega und den Rundumschlägen der Yardbirds, hieß es im Q Magazine, und ihre Erscheinung und ihr Auftreten habe etwas von der jungen Patti Smith. Das Mojo sah Parallelen zu Patti Smith und Joan Jett. Der Rolling Stone vermutete, Rothberg habe die Allman Brothers und die Blake Babies aufgesogen. Allmusic sah in den Allman Brothers und in Janis Joplin die stärksten Einflüsse. Im Luna Kafé Record Review von Double Standards heißt es: „Sie rockt in einer Weise, wie sie Liz Phair in guten Tagen zu eigen war und vielleicht auch wie Tracy Bonham.“
Bei Gemälden mag sie extreme Kontraste, zum Beispiel Sterne und Schwärze. Außerdem die Präraffaeliten. Sie malt oft pop- und rockgeschichtliche Motive in kräftigen Farben. Das Bild „Janis“ zeigt zum Beispiel eine fröhliche rauchende Janis Joplin, umgeben von gepunkteten Herzen, einem wehenden Star Spangled Banner und vielen Sternen.

## Diskografie

### Alben
- 1996: Between the 1 and the 9
- 2001: Candelabra Cadabra
- 2008: Double Standards
- 2011: Overnight Sensation
- 2013: Black Widow
- 2016: Ulterior Motives

### EPs, Singles, Splits, Promos
- 1996: Between the 1 and the 9 (Promo-Album-Kompilation)
- 1996: N.Y. Girl – Between the 1 and the 9 (3-Track-Japan-Edition)
- 1996: Inside (Single)
- 1996: Remembering Tonight (Live-EP)
- 1996: Treat Me Like Dirt (Single)
- 1996: Kung Fu Fighting (Split-Single mit The Hazies: Turning Japanese)
- 1997: Looking for a Girl (Single)
- 2000: Candelabra Cadabra (Radio Edits) (Promo-Album-Kompilation)
- 2000: For a Boy/Idiom Addict (Vinyl-Single)
- 2002: Snow Is My Downfall (Live-EP; Aufnahme von 1997)
- 2013: Black Widow (Single)